# Roberts Uldriķis
Roberts Uldriķis (ur. 3 kwietnia 1998 w Rydze) – łotewski piłkarz występujący na pozycji napastnika w szwajcarskim klubie FC Sion.

## Kariera
Karierę sportową rozpoczął w wieku 15 lat, w 2013 roku w Skonto Ryga. W reprezentacji Łotwy do lat 17 rozegrał 12 meczów, w których strzelił 4 gole. 1 stycznia 2015 zmienił klub na FS METTA/Latvijas Universitāte. W reprezentacji Łotwy do lat 18 rozegrał 4 mecze, strzelając w nich 3 bramki. W reprezentacji Łotwy do lat 19 rozegrał 9 meczów, w których zdobył 2 bramki. 1 stycznia 2017 został zawodnikiem FK Rīgas Futbola skola. W reprezentacji Łotwy U-21 zagrał w 8 meczach, w których strzelił 3 bramki. W seniorskiej reprezentacji Łotwy zadebiutował 12 czerwca 2017. 17 lipca 2018 dołączył do FC Sion.